# Alsógöd megállóhely
Alsógöd megállóhely egy Pest vármegyei vasúti megállóhely Göd településen, a MÁV üzemeltetésében. A 2-es főút közelében helyezkedik el, attól keletre, de közúti megközelítését csak önkormányzati utak biztosítják.

## Vasútvonalak
A megállóhelyet az alábbi vasútvonalak érintik:
- Budapest–Szob-vasútvonal

## Kapcsolódó állomások
A megállóhelyhez az alábbi állomások vannak a legközelebb:
- Dunakeszi-Gyártelep megállóhely (Budapest–Szob-vasútvonal)
- Göd vasútállomás (Budapest–Szob-vasútvonal)

## Forgalom
| Járat | Útvonal | Gyakoriság                             |
| ----- | --- | -------------------------------------- |
| S70   | Budapest-Nyugati – Rákosrendező – Istvántelek – Rákospalota-Újpest – Dunakeszi alsó – Dunakeszi – Dunakeszi-Gyártelep – Alsógöd – Göd – Felsőgöd – Sződ-Sződliget – Vác-Alsóváros – Vác (– Verőce – Kismaros – Nagymaros-Visegrád – Nagymaros – Zebegény – Szob alsó – Szob) | Félóránként, hétvégén éjszaka óránként |